# Dr. Lancelot Priestley
Il Dr. Lancelot Priestley è un personaggio letterario inventato dallo scrittore britannico John Rhode. Compare come protagonista in oltre 50 romanzi scritti tra il 1925 e il 1961.

## Personaggio
Priestley è un professore di matematica applicata in pensione, che nel primo romanzo, Il mistero di Paddington, scritto nel 1925, intraprende l'attività di investigatore dilettante. Priestley è costretto a lasciare l'insegnamento in seguito a dissapori con le autorità universitarie ma i mezzi considerevoli di cui dispone gli consentono di poter scrivere libri su teorie matematiche e a polemizzare con i colleghi, oltre che ad aiutare Scotland Yard a risolvere i casi.
Priestley è un investigatore scientifico come il Dr. John Thorndyke e ha rapporti con la polizia tramite l'ispettore Hanslet di Scotland Yard. Priestley è vedovo e vive a Londra in una casa nella zona di Westbourne Terrace, insieme alla domestica Mary e al segretario Harold Merefield, che lo aiuta nelle indagini.
Nei romanzi più tardivi, Priestley diventa un investigatore sedentario come Nero Wolfe e la maggior parte del lavoro che richiede spostamenti è fatta dal sovrintendente di Scotland Yard Jimmy Waghorn.